# Patinação de velocidade nos Jogos Pan-Americanos de 2023 - 200 m contra o relógio feminino
A competição dos 200 m contra o relógio feminino da patinação de velocidade integrou o programa da patinação sobre rodas nos Jogos Pan-Americanos de 2023 e foi disputada em 4 de novembro de 2023 no Patinódromo, em Ñuñoa. Um total de 12 patinadoras de 11 Comitês Olímpicos Nacionais (CON) participaram do evento.

## Calendário
Horário local (UTC−3).
| Data          | Hora | Fase  |
| ------------- | ---- | ----- |
| 4 de novembro | 9:00 | Final |

## Medalhistas
| Ouro   | COL Geiny Pájaro  |
| Prata  | ESA Ivonne Nóchez |
| Bronze | USA Erin Jackson  |

## Resultados
A competição foi disputada em uma única fase, com as patinadores mais rápidas conquistando as medalhas.
| Pos.              | Patinadora        | CON                                 | Tempo  | Dif.   |
| ----------------- | ----------------- | ----------------------------------- | ------ | ------ |
| Medalha de ouro   | Geiny Pájaro      | COL Colômbia                        | 18.624 |        |
| Medalha de prata  | Ivonne Nóchez     | ESA El Salvador                     | 18.873 | +0.249 |
| Medalha de bronze | Erin Jackson      | USA Estados Unidos                  | 18.909 | +0.285 |
| 4                 | María Arias       | ECU Equador                         | 18.957 | +0.333 |
| 5                 | Dalia Soberanis   | EAI Equipe de Atletas Independentes | 19.105 | +0.481 |
| 6                 | Valeria Rodríguez | COL Colômbia                        | 19.298 | +0.674 |
| 7                 | Mariela Casillas  | MEX México                          | 19.527 | +0.903 |
| 8                 | Romina Pérez      | ESA El Salvador                     | 19.534 | +0.910 |
| 9                 | Aylén Tuya        | ARG Argentina                       | 19.572 | +0.948 |
| 10                | Wilmary Toro      | VEN Venezuela                       | 19.675 | +1.051 |
| 11                | Adriana Cantillo  | CUB Cuba                            | 20.927 | +2.303 |
| 12                | Sofia Scheibler   | BRA Brasil                          | 20.927 | +2.303 |